# Peter Bronkhorst
Peter Bronkhorst (Amsterdam, 15 januari 1946 – Amsterdam, 2 november 2007) was een Nederlands activist. Hij was actief in de protestbeweging Provo.
Met Roel van Duijn en Rob Stolk behoorde Bronkhorst in 1965 tot de Provo's van het eerste uur. Hij was daarvoor actief geweest in de Pacifistisch Socialistische Jongerenwerkgroep (PSJW) in Amsterdam. Ten onrechte staat Bronkhorst bekend als de persoon die in 1966 tijdens het huwelijk van prinses Beatrix en Claus van Amsberg een rookbom naar de trouwstoet gooide.
Nadat de Provobeweging zichzelf in 1967 ophief, verdween Bronkhorst uit het zicht. Een carrière in de politiek zag hij, als "jongen van de straat", niet zitten. Bronkhorst raakte aan de drugs. Later werd hij vader van drie kinderen en startte hij een glazenwasserbedrijf.
In 2007 werd bij Bronkhorst kanker geconstateerd. Hij overleed een maand later op 61-jarige leeftijd. Een week voor zijn dood was hij nog aanwezig bij een manifestatie tegen een dreigend paddoverbod op de Dam in Amsterdam.